# Markt (Ede)

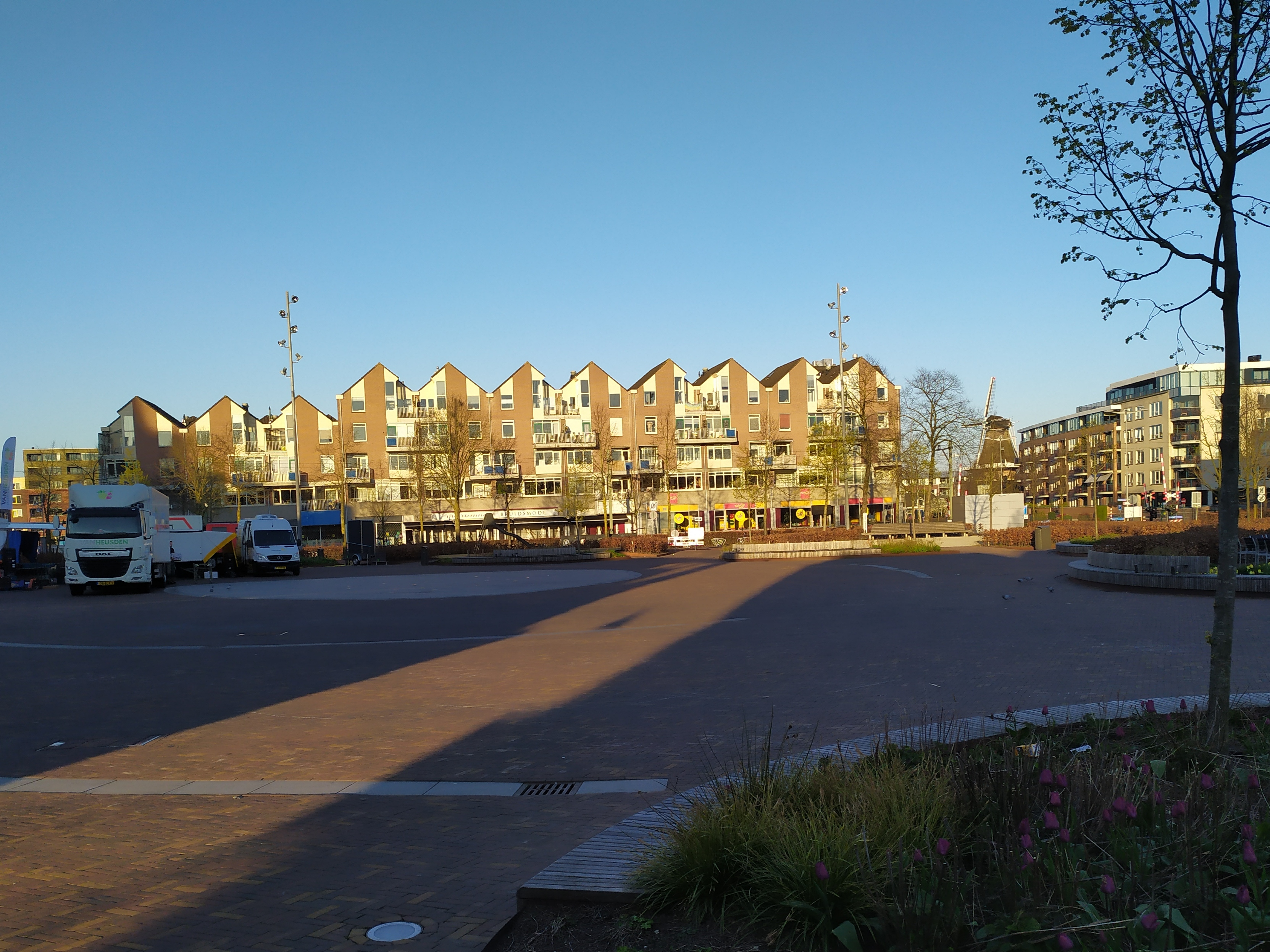
De Markt in Ede (2020)

De markt van Ede is een weekmarkt in de Nederlandse plaats Ede, die sinds 1853 op verschillende plaatsen werd gehouden. Op de huidige markt aan de Brouwerstraat is er op maandagmorgen een kleine warenmarkt en op zaterdag is er de hele dag een uitgebreidere warenmarkt.

## Geschiedenis

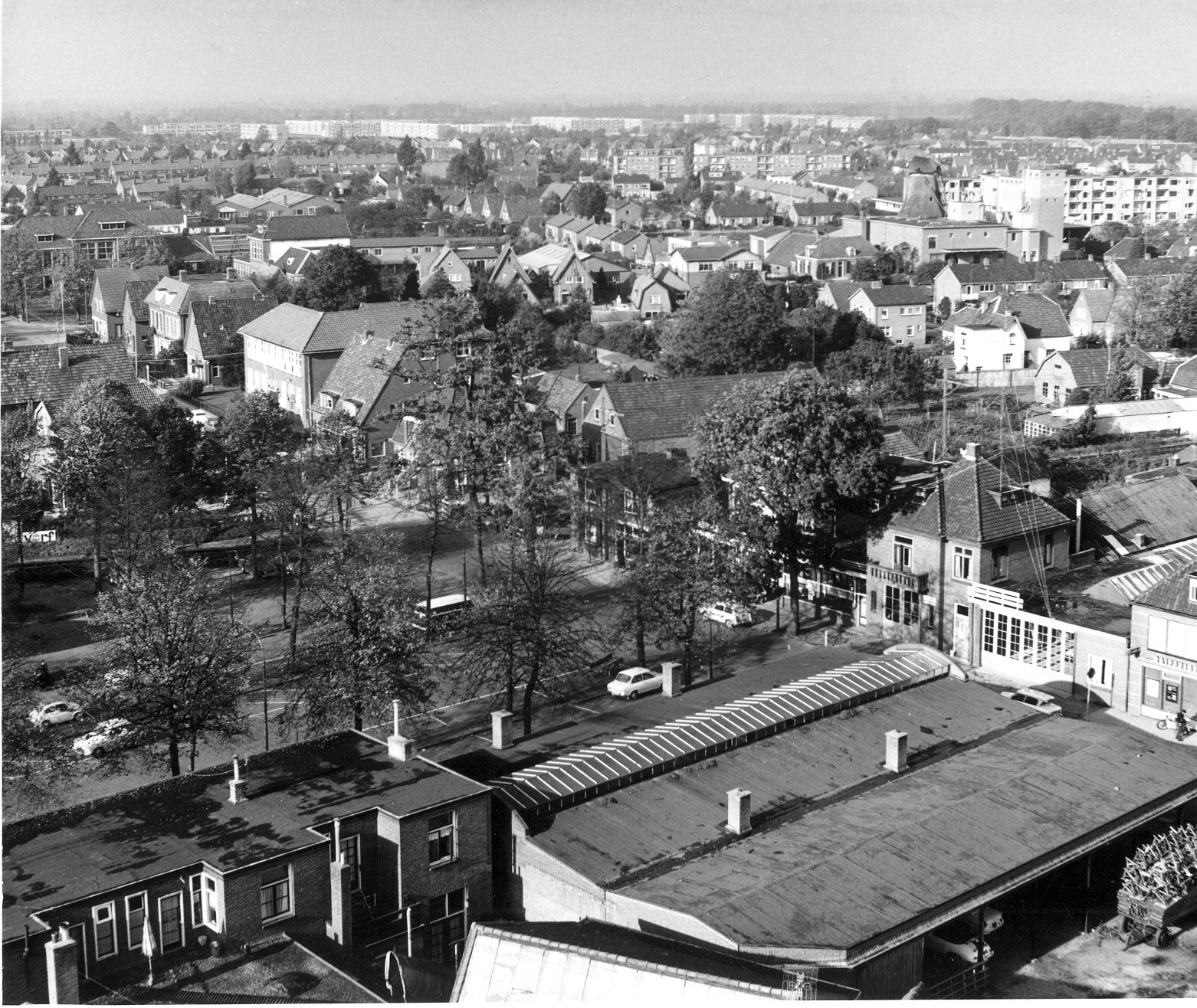
Markt langs de Brouwerstraat (1967)

Op 2 oktober 1852 werd door raadslid baron van Wassenaar een voorstel gedaan tot instelling van een jaar- en weekmarkt in Ede. Dit voorstel werd door de gemeenteraad behandeld en aangenomen. Er werd bepaald dat de markt op dinsdag werd gehouden. Maar omdat er protest kwam uit Veenendaal werd de markt verschoven naar de maandag. Dat is door de jaren heen zo gebleven.

## Verplaatsingen
De eerste weekmarkt vond plaats in maart 1853 op het zuidelijke deel van het kerkplein bij de Oude Kerk. Later verhuisde de markt naar het terrein van hotel De Posthoorn (tegenwoordig de Notaris Fischerstraat). Nadat de overtuin van hotel Hof van Gelderland in 1913 door de gemeente Ede gekocht werd, kreeg dit terrein de bestemming markt en bouwterrein voor een markthal. Het duurde nog tot 1927 voordat dit nieuwe marktterrein en marktgebouw eindelijk in gebruik genomen konden worden. Dit marktplein was een mooi, centraal gelegen, omsloten terrein met aan een kant een muziektent en aan de andere kant winkels en het marktgebouw. Deze markt werd een begrip; naast de goed lopende weekmarkt op maandag en de levensmiddelen- en bloemenmarkt op zaterdag werd het marktplein gebruikt voor concerten, sportmanifestaties, volksspelen enz. Ook de markthal werd gebruikt voor onder andere tentoonstellingen en beurzen.

## Plein met parkeergarage
Toen in 1975 winkelcentrum de Hof van Gelderland gebouwd werd, bleef er van de ‘oude’ markt met z’n fraaie bomen niets meer over en ook de muziektent verdween. Voortaan werd er markt gehouden tussen de Brouwerstraat en Molenstraat. De markt moest wéér verhuizen toen het winkelcentrum werd vervangen door nieuwbouw, met onder het plein een grote parkeergarage. Gedurende drie jaar werd er markt gehouden op het Raadhuisplein. In november 2005 keerde de markt terug naar het plein aan de Molenstraat. Op dit marktplein stond een kunstwerk van Auke de Vries.

## Prijsvraag voor nieuwe inrichting
Uit onderzoek bleek dat het marktplein als leeg, ongezellig en troosteloos werd ervaren waar niet veel te beleven was en waarvan de mogelijkheden onvoldoende werden benut. In 2017 werd er een prijsvraag uitgeschreven waarbij men kon kiezen uit drie ontwerpen voor een nieuwe inrichting van het plein. Er werd gekozen voor een ontwerp met overtuinen, dynamische waterspuiters, die 's avonds verlicht zijn en een speelplek. In de zomer van 2018 werd de nieuwe inrichting van het marktterrein afgerond.

## Externe link

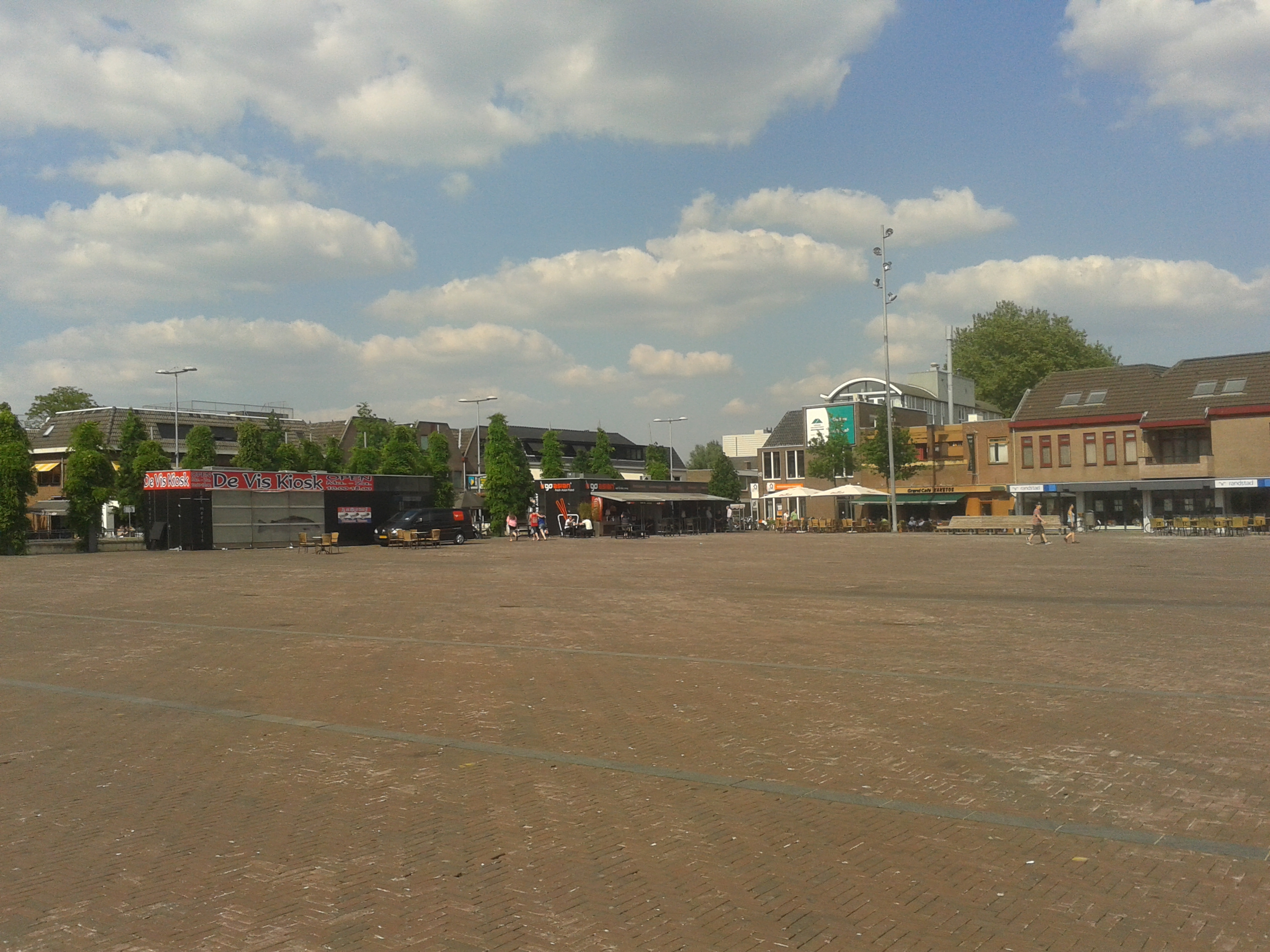
De markt werd als leeg en ongezellig ervaren, daarom werd deze in 2018 vernieuwd
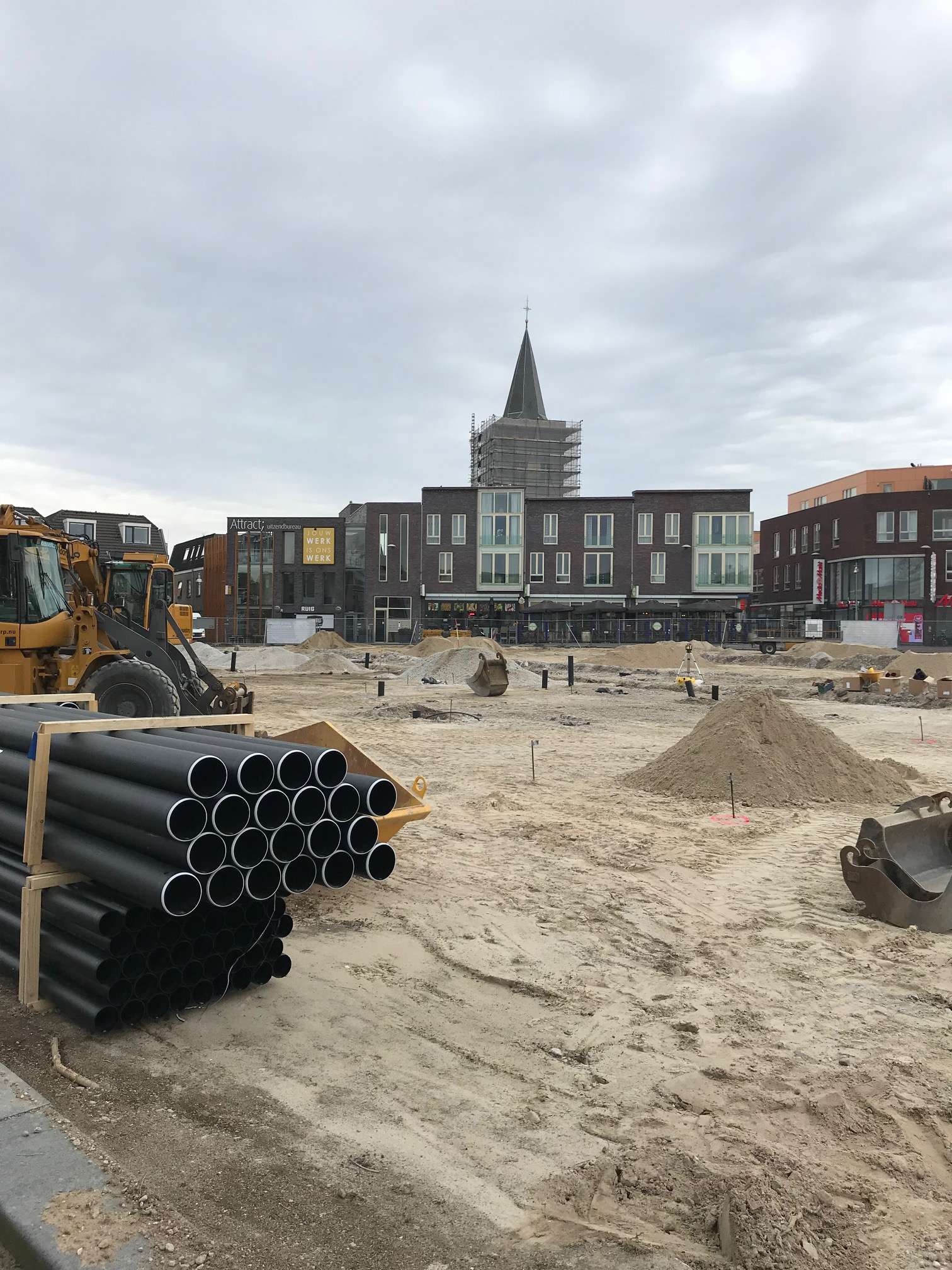
In 2018 wordt de markt in Ede opnieuw ingericht
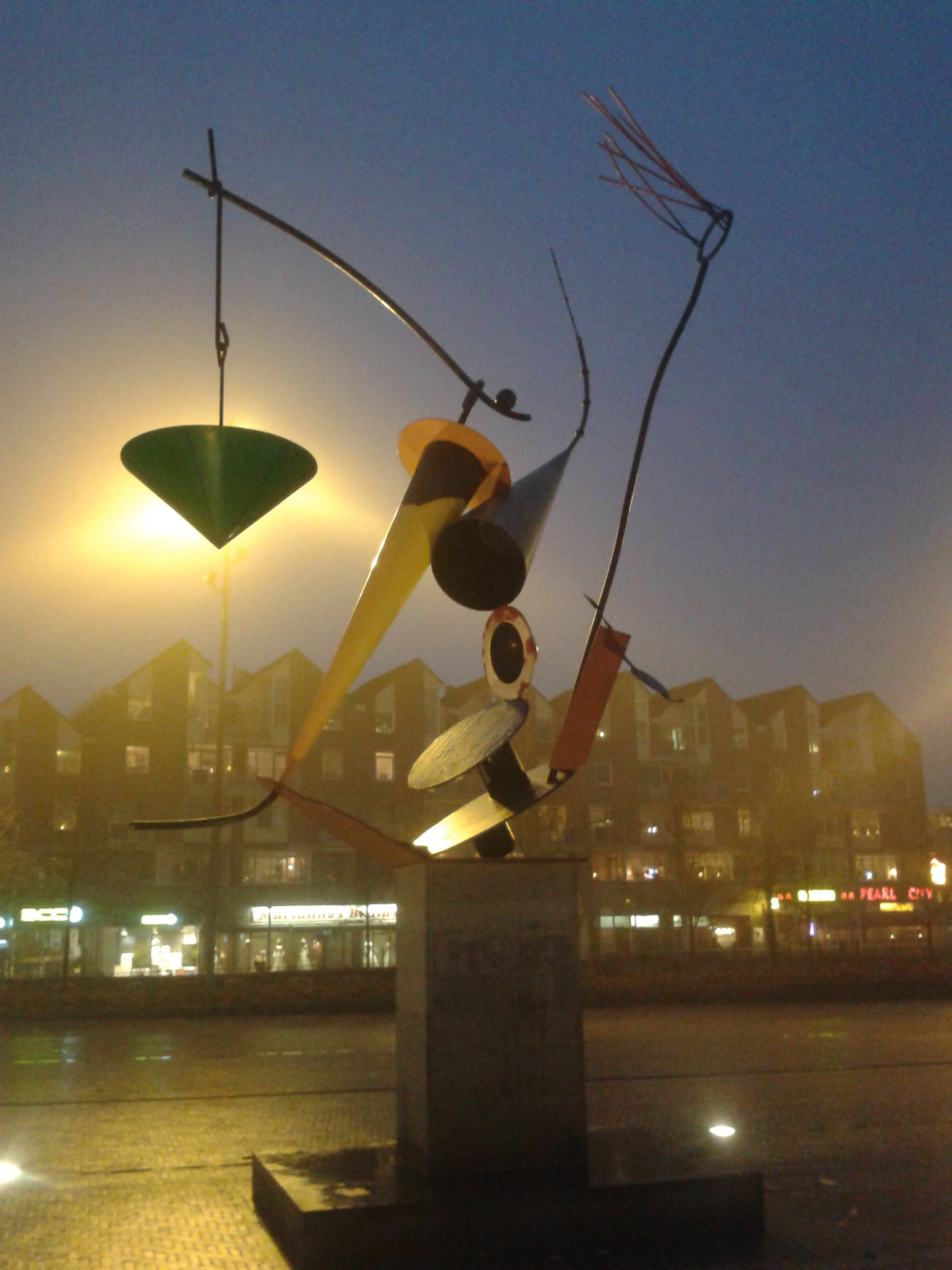
Kunstwerk van Auke de Vries op de markt in Ede (2012)